# Аранец (приток Большого Аранца)
Аранец — река в России, протекает в Республике Коми по территории района Печора. Левый приток реки Большой Аранец.

## География
Устье реки находится в 75 км по левому берегу реки Большой Аренец. Длина реки составляет 14 км.

## Этимология гидронима
По одной из версий название река получила за скалистые берега от сиб. аранцы, оранцы означающее «каменистые, скалистые горы».

## Данные водного реестра
По данным государственного водного реестра России относится к Двинско-Печорскому бассейновому округу, водохозяйственный участок реки — Печора от водомерного поста у посёлка Шердино до впадения реки Уса, речной подбассейн реки — бассейны притоков Печоры до впадения Усы. Речной бассейн реки — Печора.
Код объекта в государственном водном реестре — 03050100212103000063351.

## Топографическая карта
- Лист карты Q-40-XXIX,XXX. Масштаб: 1 : 200 000. Указать дату выпуска/состояния местности.